# Low Ireby
Low Ireby var en civil parish 1866–1934 när den delades mellan nybildade civil parish Ireby, i distriktet Cumberland, i grevskapet Cumbria, i England. Civil parish var belägen 15 km från Cockermouth och hade 248 invånare år 1931. Den inbegrep Ireby.